# Vagina artificial

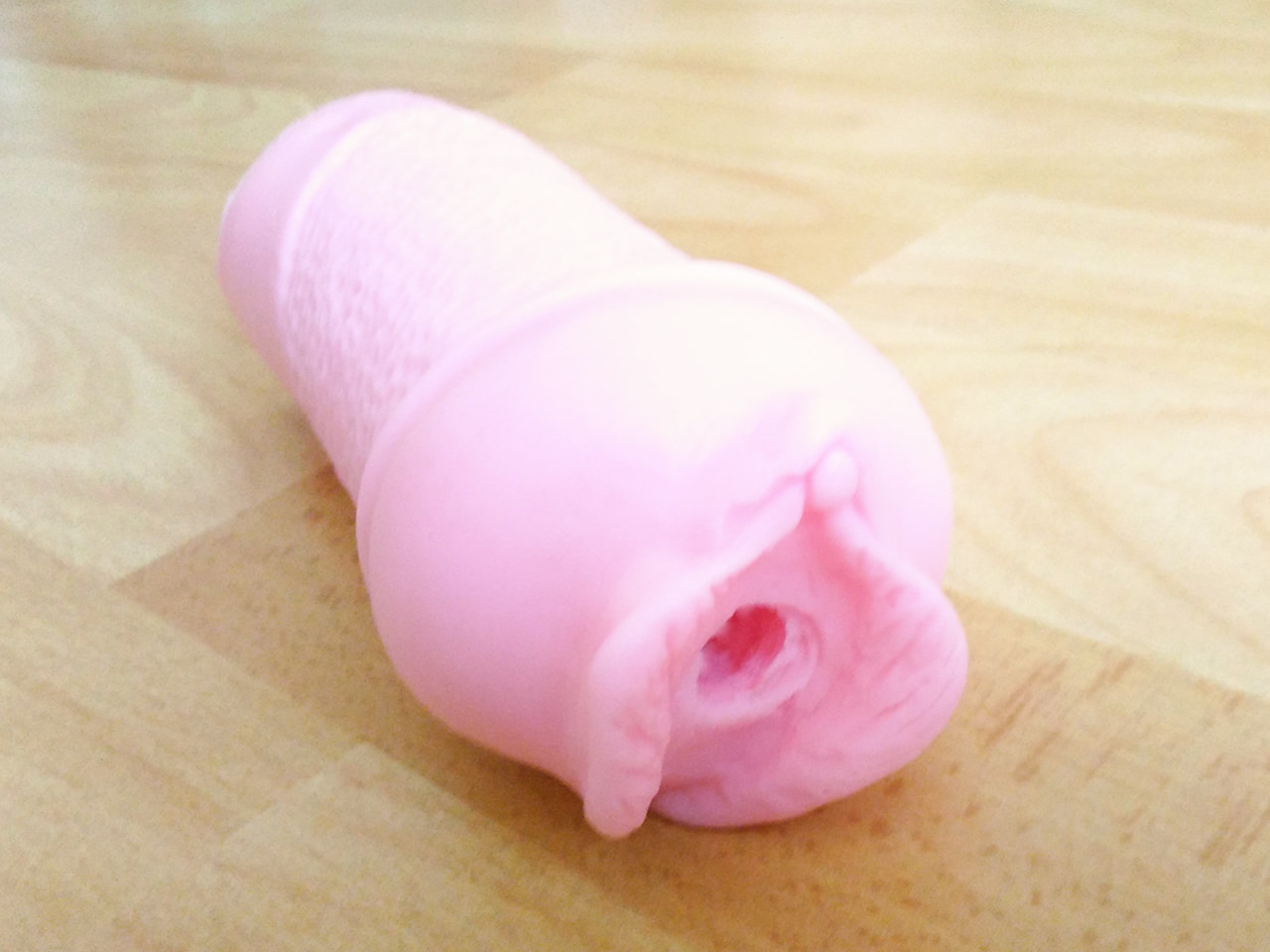
Modelo de vagina y vulva artificial usado como juguete sexual

Una vagina artificial es un aparato diseñado con forma de vagina o también de vulva. Para poder simular la parte externa de un aparato genital femenino, puede ser elaborado con un material suave, que pueda lubricarse y también adquirir la temperatura corporal promedio.
Las vaginas artificiales son fabricadas con distintos propósitos, siendo el más distendido el de juguete sexual para la masturbación en humanos; no obstante, también puede ser usado para fines de investigación médica, tanto humana como animal, como también para la fertilización de animales dentro del campo de la veterinaria. Su popularidad ha aumentado dramáticamente con el paso de los años, llegando a competir con otro tipo de artefecto como el consolador vaginal.

## Uso humano

### Fines sexuales

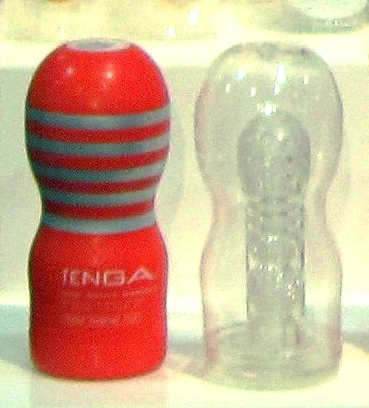
Modelo Onecup de masturbador masculino que simula una vagina. A la izquierda la parte exterior y a la derecha su interior

Un masturbador o consolador masculino, también conocido como coño de bolsillo (del inglés pocket pussy) está diseñado para mejorar la experiencia masturbatoria de hombres hetero, homo o bisexuales, con el objetivo de emular las sensaciones físicas que produce el coito vaginal, al introducir un pene erecto en una vagina hasta alcanzar la eyaculación y el orgasmo. Algunos aparatos incluyen funciones vibratorias con el fin de simular incluso algunos movimientos vaginales que ocurren durante el acto sexual. En su fabricación moderna, el diseño intenta ser lo más realista posible en la forma y textura, pudiendo tener variaciones en color, desde lo transparente hasta imitar un color de piel determinado. El túnel o manga vaginal tiene en promedio de 10 a 20 centímetros de largo, pudiendo incluso incorporar una bala vibradora para mejorar la estimulación sexual del glande.
La compañía japonesa Tenga desarrolló un tipo de masturbador llamado o nacup (ona- de onanismo y -cup de copa, «copa onanista»), popularizado inicialmente en Japón y luego al resto del mundo por su diseño sencillo y costo económico en comparación a otros masturbadores para el pene de ese tipo.
Bajo el mismo principio, juguetes sexuales de la categoría realística, con la forma de una pelvis, los cuales incluyen vulvas artificiales en la parte posterior, han incorporado también un ano y nalgas artificiales en la parte anterior, a fin de que también pueda ser utilizado para simular un acto de sexo anal, lo que permitiría también emular un trío HMH si es usado por dos hombres al mismo tiempo, tanto para la simulación de penetración anal y vaginal, como también una doble penetración vaginal o anal.

### Fines médicos
Científicos e investigadores del área de la salud han utilizado artefactos para simular una vagina con el propósito de que sean aplicados en la parte práctica de sus estudios. Aparatos de este tipo también han sido utilizados para observar y estudiar los problemas asociados a la disfunción eréctil y como terapia para los problemas eyaculatorios. Asimismo, reportes tanatológicos de personas con complicaciones cardiovasculares previas que han fallecido en el acto masturbatorio usando vaginas artificiales, han demostrado que es más fácil de determinar la causa de muerte y lo que ocurrió a nivel interno en el cuerpo del fallecido durante la autopsia, si el aparato no es retirado una vez que la persona falleció.

### Fines educativos
La elaboración de vaginas artificiales también cumple un rol en la educación sexual. Académicos de esta área, como también de anatomía, utilizan en sus clases aparatos que simulan los genitales. En 2022 fue lanzado en España un modelo anatómico de vagina hiperrealista y «vulva didáctica» llamado Alooa, con fines únicamente educativos.

## Uso animal
El uso de vaginas con forma de los aparatos reproductores femeninos de diferentes especies animales, es usado frecuentemente para los procesos de inseminación artificial de bovinos, equinos y ovinos, particularmente para la extracción de semen a fin de ser usado en procedimientos de fertilidad asistida.

## Modelos
Entre los diferentes modelos o diseños de masturbadores que van más allá de la clásica vagina artificial, destacan los siguientes:
- Los strokers o «acariciadores», que son generalmente más discretos. El interior de un stroke presenta un canal texturizado que estimula el pene, mientras que el exterior suele tener estrías para garantizar un buen agarre durante el uso. Algunos acariciadores automáticos funcionan con motores eléctricos para simular las sensaciones de los movimientos sexuales. Los male strokers han ganado popularidad porque los diseños básicos son relativamente económicos. Algunos incluyen características interesantes como juego de temperatura y vibraciones.[13]

- Los huevos masturbadores, como su nombre lo dice, tienen una particular forma de huevo que poseen una estructura interna que puede sentirse húmeda e irresistible. También destaca por su elasticidad, al estar diseñados para adaptarse a todos los tamaños de pene. La diferencia entre los distintos modelos de huevos es el estriado interior, que coincide con el dibujo exterior. Los más célebres son los Tenga Egg de la marca homónima.[14]

## Impacto en la salud sexual
El uso de este artefacto no solo proporciona placer, sino que también conlleva una serie de beneficios significativos para la salud sexual masculina.
- Mejora la cognición corporal: Los masturbadores ofrecen a los hombres la oportunidad de explorar y conocer mejor su propio cuerpo y preferencias sexuales. Al experimentar con diferentes sensaciones en un entorno seguro y controlado, los usuarios pueden descubrir qué les resulta más placentero, lo que contribuye a una mayor autoconciencia y satisfacción sexual.[15]

- Reducción del estrés: La masturbación, incluido el uso de vagina artificial, es una forma natural y efectiva de reducir el estrés y mejorar el estado de ánimo. Durante la estimulación sexual, el cuerpo libera endorfinas, hormonas que inducen sensaciones de bienestar y felicidad. Esta liberación hormonal puede tener un impacto positivo en el manejo del estrés y en el estado de ánimo general del individuo.

- Mejora de la función sexual: Las vaginas artificiales pueden ser herramientas útiles para mejorar la función sexual y abordar algunas disfunciones sexuales masculinas. Al proporcionar una forma segura y controlada de experimentar y practicar, estos dispositivos pueden ayudar a los hombres a mantener y mejorar su salud sexual en términos de rendimiento y satisfacción.